# Black Moon Pyramid
Black Moon Pyramid es el quinto álbum de estudio de la agrupación alemana de heavy metal Axel Rudi Pell, publicado en 1996 por Steamhammer Records y producido por Axel Rudi Pell y Ulli Pösselt. El álbum contiene una versión de la canción "Hey Joe" de la agrupación The Jimi Hendrix Experience.

## Lista de canciones
1. "Return Of The Pharaoh" (Intro)
2. "Gettin' Dangerous"
3. "Fool Fool"
4. "Hole In The Sky"
5. "Touch The Rainbow"
6. "Sphinx' Revenge"
7. "You And I"
8. "Silent Angel"
9. "Black Moon Pyramid"
10. "Serenade Of Darkness"
11. "Visions In The Night"
12. "Aqua Solution"
13. "Aquarius Dance"
14. "Silent Angel" (Guitar Version)
15. "Hey Joe"

## Créditos
- Axel Rudi Pell – guitarra
- Jeff Scott Soto – voz
- Julie Greaux – teclados
- Volker Krawczak – bajo
- Jörg Michael – batería